# (7807) Grier
(7807) Grier – planetoida z pasa głównego asteroid okrążająca Słońce w ciągu 5 lat i 241 dni w średniej odległości 3,18 j.a. Została odkryta 30 września 1975 roku w Palomar Observatory przez Schelte Busa. Nazwa planetoidy pochodzi od Jennifer Grier (ur. 1968), naukowca skupiającego się na badaniach planetarnych. Przed nadaniem nazwy planetoida nosiła oznaczenie tymczasowe (7807) 1975 SJ1.